# ألفريد بيرلات
ألفريد بيرلات (بالفرنسية: Alfred Perlat)‏هو مصور فرنسي من القرن 19، مارس حياته المهنية في بواتييه بين عامي 1859 و1898.

## روابط خارجية
- Œuvres de Perlat conservées à Paris au متحف أورسيه
- Dessins Originaux des Grands Maîtres sur المكتبة الوطنية الفرنسية